# Ryu, il ragazzo delle caverne
Ryu, il ragazzo delle caverne (原始少年リュウ?, Genshi shōnen Ryū) è un manga del 1969-70 di Shōtarō Ishinomori. Protagonista della storia è Ryu, un ragazzo che vive al tempo della preistoria, alla ricerca di sua madre: durante il suo viaggio incontrerà degli amici, una ragazza in cerca del fratellino, e dovrà affrontare vari e diversi nemici, umani ed animali — soprattutto il grande e pericolosissimo tirannosauro da un occhio solo.
Nel 1971 ne è stata tratta una serie anime di 22 episodi prodotti dalla Toei Animation. Rispetto alla versione cartacea originale, dall'anime vengono eliminati tutti gli elementi fantascientifici che contraddistinguevano il fumetto.

## Trama
Ambientato in una non meglio definibile era preistorica in cui gli esseri umani convivono con i dinosauri, Ryu è un neonato dalla pelle chiara, perciò completamente diverso dal resto della sua gente che è invece di pelle scura, e per tale ragione viene abbandonato a se stesso e dato in sacrificio al temibile dinosauro con un occhio solo chiamato e conosciuto da tutti col nome di Tirano. Il piccolo viene però trovato da una amorevole scimmia di nome Kitty e cresciuto dall'animale come se fosse un proprio figlio, salvandolo da morte certa.
Divenuto un giovane adulto, non può fare nulla per difendere la propria madre adottiva attaccata ed uccisa da Tirano in un attacco di questi al villaggio d'origine di Ryu. Per sconfiggerlo, vendicare Kitty e ricongiungersi finalmente con la propria vera madre umana, Ryu decide di intraprendere un lungo e difficile cammino, al quale si unirà presto anche la bella Ran, la quale a sua volta è alla ricerca del fratellino Don, separato da lei in tenera età. 
Dopo averlo ritrovato tutti e tre dovranno affrontare un ambiente in gran parte ostile e selvaggio, scosso da terremoti e altri eventi naturali catastrofici, in cui gli uomini vivono in tribù isolate in lotta tra loro per le scarse risorse e per sopravvivere agli animali preistorici, uno su tutti il famigerato Tirano. Spesso le tribù sono ostili e diffidenti verso Ryu e i suoi compagni, anche a causa del colore della sua pelle.

## Personaggi

Il protagonista Ryu

Ryu
Doppiato da: Makio Inoue (ed. giapponese), Massimo Rossi (ed. italiana)
È il protagonista della storia. A causa della sua pelle bianca, viene considerato fin dalla nascita come portatore di disgrazie e malasorte, per questo viene offerto in sacrificio al mostro Tirano; fortunatamente per lui però Kitty, una scimmia, riesce a salvarlo. Divenuto un giovane uomo, Ryu fa conoscenza con la bella Ran e, dopo la distruzione del villaggio di quest'ultima e la morte di Kitty per colpa di Tirano, si mette in viaggio per ritrovare la sua vera madre.
Abile guerriero e cacciatore, Ryu inizialmente si dimostra di carattere molto introverso, e non sembra provare grandi sentimenti di compassione neanche per gli altri esseri umani suoi propri simili, ma col proseguire dell'avventura imparerà il valore dell'amore e della fratellanza.
Ran
Doppiato da: Michiko Hirai (ed. giapponese), Emanuela Rossi (ed. italiana)
Bellissima ragazza esperta nell'usare le erbe medicinali: incontra Ryu per caso, ma i due provano subito una certa sintonia ed attrazione reciproca. Dopo la distruzione del proprio villaggio, Ran si unisce a Ryu nella speranza di ritrovare il fratellino Don, dal quale era stata separata in tenera età. A differenza di Ryu, Ran è molto compassionevole anche verso gli sconosciuti, e questa sua generosità col tempo influenzerà positivamente anche il ragazzo.
Don
Doppiato da: Yoshiko Ohta (ed. giapponese), Fabio Boccanera (ed. italiana)
Il fratellino di Ran: di carattere apparentemente sicuro e indipendente, nasconde in realtà un forte desiderio di amore. Si dimostra comunque un abile e coraggioso combattente nonostante la sua giovanissima età; ma talvolta combina dei pasticci di difficile soluzione. Viene incontrato in circostanze diverse tra l'anime ed il manga. Nel primo, Don viveva con la tribù cui fu venduto in cambio di cibo e acqua, e si unisce a Ryu dopo aver riconosciuto in Ran sua sorella. Nel manga, invece, vive da solo, e viene salvato da Ryu dall'attacco di un mostro dyatrima.
Kiba
Doppiato da: Gorō Naya (ed. giapponese), Guido De Salvi (ed. italiana).
Un abile cacciatore col corpo coperto di cicatrici: la sua intera vita è dedicata all'unico scopo di riuscire ad uccidere Tirano, responsabile della morte dell'intera famiglia. Il suo personaggio è leggermente diverso tra il manga e l'anime. Nel primo, infatti, si dimostra inizialmente ostile nei confronti di Ryu, e si unisce a lui solo per avere più possibilità di uccidere Tirano, avendo capito che questi perseguitava il giovane, ma in seguito proverà verso Ryu un profondo e sincero affetto fraterno. Nella versione animata, invece, tale sentimento nei confronti di Ryu è immediato.
È anche il fratello maggiore di Taka, e sebbene nell'anime tale legame venga svelato verso la metà della serie, nel manga risulta ben chiaro fin dall'inizio.
Taka
Doppiato da: Ichirō Murakoshi (ed. giapponese), Renzo Stacchi (ed. italiana)
Abile, ma spietato, guerriero e cacciatore. Si invaghisce di Ran e inizialmente la rapisce per farne la sua sposa, ma quando ella viene salvata da Ryu inizia un'interminabile caccia all'uomo a scopo di vendicarsi del torto subito. È dotato di un'enorme forza fisica, ma dimostra anche un certo intelletto nell'architettare trappole.
Nel manga perseguita Ryu solo per vendicarsi del "furto" di Ran, ma nella versione animata odia Ryu anche a causa del colore della sua pelle, in quanto la sua gente fu sterminata da uomini bianchi. Anche il suo destino cambia a seconda della versione.
Tirano
Noto anche come "il Mostro" o "il Re dei Sauri", è un gigantesco Tirannosauro. Da alcuni viene venerato come un dio, mentre da molti altri temuto come un demone; il suo solo grido terribile basta a far fuggire qualsiasi essere vivente. A lui era stato destinato come vittima sacrificale il neonato Ryu, ma da quando questi gli fu sottratto non ha mai smesso di dargli la caccia e perseguitarlo: infatti, ovunque vi sia Ryu, Tirano non è mai troppo distante.
La sua caratteristica principale è quella di avere un solo occhio, in quanto l'altro gli fu ferito tempo addietro da Kiba, il cacciatore, con un palo appuntito.
Kitty
Una scimmia bianca che, dopo la morte del suo piccolo, adotta Ryu salvandolo dalle fauci di Tirano: nonostante sia solo un animale, dimostra un profondo e sincero amore verso l'umano Ryu. Viene ferita da un gruppo di cacciatori della tribù di Ran, ma ciò nonostante corre lo stesso in soccorso di Ryu quando questi viene condannato a morte da questi ultimi. Muore in seguito all'attacco di Tirano sferrato contro il villaggio.
Esta
La vera madre di Ryu, la quale non poté far niente per impedire che suo figlio appena nato venisse offerto a Tirano. Il suo personaggio nel manga è profondamente diverso dalla controparte animata. Nel primo ella è un membro della razza aliena degli Atlantidei, mentre nel secondo è una normale umana, dotata di una forte personalità, ma anche di grande dolcezza e generosità.
Yam
Capo cacciatore della tribù di Ran, della quale è fortemente invaghito. Prova verso Ryu un odio istintivo ed immediato, e non esita a condannarlo a morte per punirlo di aver invaso senza permesso il loro territorio. Nella versione animata muore durante l'attacco di Tirano al villaggio, mentre nel manga sopravvive ed in seguito si unisce a Taka nel dare la caccia a Ryu.
Tome e Kalim
Personaggi esclusivi dell'anime. Sono i due aiutanti di Taka, che lo accompagnano nella sua caccia contro Ryu. Inizialmente molto motivati, col proseguire dell'avventura dubiteranno sempre di più del significato della missione intrapresa, e cercheranno più volte di convincere Taka ad abbandonare i suoi propositi di vendetta, ovviamente senza successo.
Tome si presenta come un uomo robusto, con una lunga capigliatura scura; mentre Kalim risulta un po' meno imponente, ma altrettanto abile. Tome viene ucciso nel corso dell'avventura in seguito ad una imboscata, Kalim invece muore nel corso dell'ultimo episodio.
La Lucertola
Personaggio esclusivo del manga: inizialmente vi era una coppia di questi mostri, ma Ryu riuscì ad ucciderne una. Ciò spinse la sopravvissuta ad inseguire spietatamente il ragazzo; in seguito si unisce al gruppo di Taka. Dimostra capacità davvero notevoli, come la strategia nella pianificazione di trappole, la resistenza al freddo delle montagne, la capacità di cambiare colore fino al punto di rendersi invisibile agli occhi altrui e, soprattutto, la capacità di comunicare telepaticamente con gli esseri umani. Alla fine viene uccisa da Ryu.
Prendidon
Un piccolo cucciolo di dinosauro che stringe subito amicizia con Don. Viene incontrato in circostanze diverse a seconda della versione. Nel manga viene salvato dalle grinfie delle lucertole, che lo stavano usando come esca per catturare Ryu e i suoi amici, mentre nell'anime viene incontrato sull'Isola Felice. Anche se il suo ruolo è essenzialmente quello di spalla comica, dimostra di avere un notevole coraggio: il suo destino nel manga è molto diverso da quello che gli riserva l'anime.
Amla
Capo della tribù Alaga. Viveva insieme alla moglie Missia e al figlio Ben. Il suo infido fratello stregone, Goro, che mira a prendere il suo posto, riesce a bandirlo dal villaggio fingendo di interpretare la volontà divina. Dopo essere stato salvato da Ryu, gli chiede di salvargli Ben.
Ben
Il figlio del capo Amla e Missia. Dopo che suo padre fu deposto dalla carica di capo, cercò di convincere sua madre e gli altri abitanti del villaggio che il malvagio mago Goro era un impostore. Nessuno ascoltò Ben e alla fine fu incarcerato. Successivamente condivide la stessa cella di prigione di Ryu, dove ha rivelato che suo padre è ancora vivo. I due ragazzi lavorano insieme per scappare, ma Ryu resta indietro per assicurarsi che Ben possa scappare. Dopo essersi riunito a suo padre, Ben torna al suo villaggio per salvare Ryu dal Tirano. Quando Tirano arrivò e inseguì Ben e Ryu, sua madre rischiò la vita per salvarli, ma rimase ferita. Ben e Ryu portano sua madre in salvo e scappano con suo padre. Rifugiandosi nella giungla, Ben e suo padre rimangono al capezzale di sua madre e si riconciliano con lei.
Missia
La moglie di Amla e madre di Ben, assegnata come nuovo capo della tribù Alaga dal malvagio mago Goro, che la sta manipolando segretamente. Credendo che abbia abbandonato la sua famiglia, Ryu la odia subito e dubita dell'amore di una madre per lei. Dopo che Ryu ha denunciato Goro come un impostore, Missia cerca di fare ammenda aiutando Ryu a sconfiggere lo Smilodon. Missia in seguito rischia la propria vita per salvare Ben e Ryu dal Tirano, ma viene ferita dal dinosauro. Dopo essere fuggita con la famiglia, si riconcilia con suo figlio e suo marito. La dedizione di Missia alla sua famiglia ha ispirato Ryu a continuare a cercare sua madre.
Emma
Una bellissima ragazza dal carattere deciso e volitivo. Accoglie Ryu e i suoi amici nel proprio villaggio, capeggiato da sua nonna, la quale però finisce con l'imprigionarli, in quanto intenzionata a sacrificare Ran alla grande montagna di fuoco nel tentativo disperato di fermarne l'eruzione vulcanica. Nonostante l'amore verso Ryu, e la conseguente forte gelosia nei confronti di Ran, alla fine Emma decide di liberarli.
In seguito si sacrifica per salvare Ryu e i suoi amici da un attacco di Taka. La sua migliore amica è una pantera.
Gan
Un cacciatore che vive da solo nella foresta: salva la vita sia a Don, che era caduto nelle sabbie mobili, che a Ryu ferito gravemente da una freccia avvelenata. Molto gentile, ama la musica e porta sempre con sé un flauto ricavato da un osso; a causa di un equivoco però Ryu non si fiderà completamente di lui. Alla fine si sacrificherà per aiutare Don, il quale stava per essere ucciso da Taka.
Tanga
Doppiato da: Andrea Lala (ed. italiana)
Personaggio esclusivo dell'anime: è conosciuto come la belva umana per via della sua ferocia e crudeltà. È un capo tribù che tratta i suoi sottoposti come oggetti, non esitando ad ucciderli (o comunque a punirli severamente) al minimo segno di disubbidienza. Tiene prigioniera anche Esta, e ciò spinge Ryu a sfidarlo in duello; alla fine viene ucciso da Ryu.
Uomini delle Nevi
Noti nel manga come "la tribù dal bianco pelo", sono una razza di Yeti che vive sulle vette innevate delle montagne. Nel manga ve n'è un numero sterminato e, dopo aver inseguito Ryu, si uniscono a Taka dopo che questi ne ha ucciso il capo in duello. Nell'anime sono invece una razza di mostri delle nevi, che inseguono Ryu dopo che questi assieme agli amici ne ha invaso il territorio. A quanto pare, sono ghiotti della carne dei lupi.
Mamma Lupa
È uno dei personaggi presenti esclusivamente nell'anime. Si tratta di una lupa bianca, membro di un grande branco che, sebbene inizialmente ostile nei confronti di Ryu, ne diventa amica dopo che quest'ultimo le ha dato da mangiare. Molto protettiva nei confronti del suo cucciolo, non esita a scagliarsi contro Tirano pur di difenderlo, spingendo Ryu, che vede in lei un riflesso di sua madre, ad aiutarla. Alla fine muore uccisa da Tirano.
Sagal
Personaggio esclusivo dell'anime. È un enorme Pterosauro che pattuglia il deserto in cerca di prede. Rapisce Don e lo porta nel suo nido per offrirlo al proprio piccolo, prossimo alla schiusa. In seguito attacca Tirano che aveva invaso il suo territorio, ma dopo una colossale battaglia viene ucciso dal temibile avversario.
Massi
Doppiato da: Rodolfo Bianchi (ed. italiana)
Basa
Doppiato da: Elio Zamuto (ed. italiana)
Miros
Doppiato da: Romano Malaspina (ed. italiana)
Altre creature
Oltre a quelle già citate, nella serie di Ryu compaiono numerose creature: alcune di queste riprendono animali attuali, come pantere, elefanti, coccodrilli, orsi e ogni sorta di roditore, pesce e ungulato. Altri sono essere preistorici, tra cui vari dinosauri (come il Brachiosauro, lo Stegosauro e un Ceratopsidae), mammuth, smilodonti, dyatrima e pterosauri.
Vi sono infine anche esseri immaginari, come lucertole e scorpioni giganti, lo Yeti, nonché una pianta carnivora tentacolare.

## Manga
In Italia la serie è stata pubblicata da d/visual dal 12 maggio al 20 ottobre 2006 racchiudendo tutti i capitoli in due volumi.
Una nuova edizione, in volume singolo, è uscita nel 2019, a cura della J-Pop.
| Nº | Titolo italiano Giapponese 「Kanji」 - Rōmaji                              | Data di prima pubblicazione      | Data di prima pubblicazione            |
| Nº | Titolo italiano Giapponese 「Kanji」 - Rōmaji                              | Giapponese                       | Italiano                               |
| 1  | Ryu, il ragazzo delle caverne 1 「原始少年リュウ 1」 - Genshi shōnen Ryū 1 | febbraio 1972 ISBN 4-253-03029-7 | 12 maggio 2006                         |
| 2  | Ryu, il ragazzo delle caverne 2 「原始少年リュウ 2」 - Genshi shōnen Ryū 2 | giugno 1972 ISBN 4-253-03030-0   | 20 ottobre 2006 ISBN 978-4-86237-094-5 |
| 3  | 「原始少年リュウ 3」 - Genshi shōnen Ryū 3                                 | marzo 1973 ISBN 4-253-03031-9    | —                                      |

## Anime

### Episodi
| Nº | Titolo italiano Giapponese 「Kanji」 - Rōmaji | In onda          | In onda |
| Nº | Titolo italiano Giapponese 「Kanji」 - Rōmaji | Giapponese       |         |
| 1  | Il sacrificio mancato 「原始の掟」 - Genshi no okite | 30 ottobre 1971  |         |
| 1  | Il figlio di una donna umana è nato stranamente, a differenza di tutti gli altri membri, con la pelle chiara; questo fatto strano lo rende subito una perfetta vittima da offrire in sacrificio al terribile mostro Tirano, nel tentativo di calmarne l'ira. Il neonato viene salvato da un essere scimmiesco che lo alleva e cresce amorevolmente. Cresciuto, parte alla ricerca della vera madre e s'imbatte nella tribù della bella Ran. |                  |         |
| 2  | Da soli non si vive 「チラノの恐怖」 - Chirano no kyōfu | 6 novembre 1971  |         |
| 2  | Ryu e Ran si mettono insieme in cammino, ognuno per perseguire il proprio obiettivo, lui desidera difatti ricongiungersi con la madre mentre lei sta cercando il fratellino perduto. Il ragazzo dovrà salvare la sua giovane compagna da un gruppo di cacciatori che l'ha rapita. |                  |         |
| 3  | La prova delle pietre sacre 「タカの復讐」 - Taka no fukushū | 13 novembre 1971 |         |
| 3  | Ryu, grazie alle dimostrazioni d'impavido coraggio, stupisce favorevolmente lo sciamano del villaggio in cui è stata condotta Ran. |                  |         |
| 4  | Lotta con il mostro 「傷だらけの追跡」 - Kizu darakeno tsuiseki | 20 novembre 1971 |         |
| 5  | Per cento pelli di capra 「ヤマネコ族の陰謀」 - Yamaneko zoku no inbō | 27 novembre 1971 |         |
| 6  | Guerra ai limiti del deserto 「狩場争い」 - Kariba arasoi | 4 dicembre 1971  |         |
| 7  | Seguendo le orme del mostro 「血みどろの勇者」 - Chi midorono yūsha | 11 dicembre 1971 |         |
| 8  | Faida tribale 「運命の出会い」 - Unmei no deai | 18 dicembre 1971 |         |
| 9  | Lo stregone bugiardo 「悪魔の石」 - Akuma no ishi | 25 dicembre 1971 |         |
| 10 | Gli uomini delle nevi 「吹雪の中の巨人」 - Fubuki no nakano kyojin | 1º gennaio 1972  |         |
| 11 | Rivalità 「神の山の怒り」 - Kami no yama no ikari | 8 gennaio 1972   |         |
| 12 | Amici 「愛情ある特訓」 - Aijō aru tokkun | 15 gennaio 1972  |         |
| 13 | La trappola 「火の罠」 - Hi no wana | 22 gennaio 1972  |         |
| 14 | Vendetta impossibile 「勇者の墓」 - Yūsha no haka | 29 gennaio 1972  |         |
| 15 | Lotta nell'isola felice 「狂った孤島」 - Kurutta kotō | 5 febbraio 1972  |         |
| 16 | L'uomo bestia 「人間野獣」 - Ningen yajū | 12 febbraio 1972 |         |
| 17 | Vittime innocenti 「断崖の絶叫」 - Dangai no zekkyō | 19 febbraio 1972 |         |
| 18 | La carica degli elefanti 「巨象の暴走」 - Kyozō no bōsō | 26 febbraio 1972 |         |
| 19 | Nella tana dei lupi 「吠えろ狼」 - Hoe ro ookami | 4 marzo 1972     |         |
| 20 | Caccia agli schiavi 「奴隷狩り」 - Dorei kari | 11 marzo 1972    |         |
| 21 | Bianchi alla riscossa 「人間の牙」 - Ningen no kiba | 18 marzo 1972    |         |
| 22 | Verso una nuova vita 「明日に向かって」 - Ashita ni muka tte | 25 marzo 1972    |         |

### Colonna sonora
Sigla di apertura
- Genshi Shonen Ryuu ga iku cantata da Ichirō Mizuki
- Ryu, ragazzo delle caverne cantata da Fogus nella versione italiana

Sigla di chiusura
- Ran no Uta cantata da Mitsuko Horie
- Un milione di anni fa cantata rispettivamente da Georgia Lepore nella versione italiana

Sigla di apertura e chiusura italiana (Ed. TMC)
- Ryu, il ragazzo delle caverne, scritta da Fabrizio Berlincioni, composta da Silvio Amato, è cantata da Luana Heredia

## Influenza su altre opere
L'autore Shōtarō Ishinomori ha prodotto Quando vivevano i dinosauri, uno special trasmesso in Giappone nel 1979 ispirato alla serie di Ryu, dove tre ragazzini vengono trasportati da un UFO nella preistoria perché ripercorrano la storia del mondo e comprendano meglio quello che potrebbe essere il futuro dell'umanità. Nello special si possono trovare elementi ricorrenti nella serie di Ryu, come il Tirannosauro Tirano che in un certo senso ricompare come nemesi dei protagonisti e che per l'appunto è caratterizzato dall'avere un solo occhio.